# 派對咖孔明角色列表
派對咖孔明角色列表是原作、小川亮作畫的日本漫畫《派對咖孔明》作品當中登場角色的列表。
以下列出的配音聲優按照下述順序：電視動畫／第2集發售紀念PV以及第1話有聲漫畫，僅有一項則為動畫版的聲優。

## 「FOURTH KINGDOM」
以「BB夜店」作為發跡起點，初期主要業務是推廣歌手EIKO的音樂事業，直至大型音樂活動「4年前的獵戶座」過後，才正式成立唱片公司和確定團隊名稱。
諸葛孔明（聲：置鮎龍太郎／諏訪部順一（日本）；蘇裕邦（香港）；王希華／黃匯峰〈總集篇〉（台灣台語版），演：向井理）
本作男主角，中國三國時代蜀漢軍師兼丞相，人稱「臥龍先生」，在五丈原之戰中病死後以年輕之姿轉世到現代日本東京澀谷後，因為當時澀谷正在慶祝萬聖節所以並沒有被當成怪人，反而偶然聽到月見英子的歌聲感到動容，而決定毛遂自薦當她的軍師，幫她實踐夢想，其智商極高且充滿強烈求知慾，轉世到現代後很快適應現代生活，被現代人誤以為他只是角色扮演且沒有人知道他是真孔明。孔明成功策辦和促使三大唱片業者「SSS MUSIC」、「V-EX」、「KEY TIME」聯合參與大型音樂活動「4年前的獵戶座」為契機，與英子等人成立唱片公司「FOURTH KINGDOM」。劇中多度展現他的才能，包括但不限於謀略、行銷、經營社群網站、料理、製藥、彈琴等。
轉世到現代後獲得精通日語的能力，很適應現代生活，只是查看了英子的智慧型手機就已經了解現代社會生活的全部知識，但衣著依舊維持三國時期的漢服裝扮，只有偶然在使用洗衣機清洗衣物時才會穿著綠色的體育服，故事初期一開始被英子所收留，但在BB夜店確定找到工作後的住所不明，原作特別篇有畫他找房子的故事。
月見英子（聲：本渡楓、96貓〈歌唱〉／鬼頭明里（日本）；黃紫甄（香港）；穆宣名（台灣台語版），演：上白石萌歌、三坂茉央（幼年時期））
本作女主角，以歌手「EIKO」身分出道並希望能夠成為創作歌手的年輕女性，她的歌聲被孔明讚譽「擁有將心意傳遞給他人的力量」。京都出身，父親為把握在美國追求發展音樂夢想的機會離開母女倆，導致母親強烈反對英子接觸音樂，她亦認為是母親趕走了父親而間接導致母女關係疏遠和裂痕，高中的修學旅行時造訪澀谷，試圖躍下鐵軌尋短時被小林所救，獲邀在小林經營的BB夜店聆聽美國歌姬瑪麗亞·迪賽兒的演唱，取回人生希望，所以立志要以歌手身分感動人心，開始在BB夜店擔任駐唱歌手兼店務員。
故事初期與孔明相遇時，差點要放棄夢想，但在孔明的支持下而逐漸開始奮鬥成長，逐漸獲得音樂界的認可，隨著一行人正式成立唱片公司「FOURTH KINGDOM」，成為「FOURTH KINGDOM」的主要歌手。在「Summer Sonia」被若月巧評論為「能和觀眾合為一體的怪物級歌手」。因為在應用軟體APPDikdok發表自己編舞的跳舞短片而爆紅。以「KEY TIME」資助「FOURTH KINGDOM」為契機，在「ZECT東京」舉辦首場個人演唱會。商業搭配篇成為電影導演淺雲稔的影迷，其創作曲《羈絆》也成為淺雲稔的電影《晴的歌聲》的主題曲。
其人物命名源自三國時代的人物黃月英（孔明之妻），但角色設定比較像是劉備（孔明所輔佐之人），與孔明之間也沒有任何曖昧情節。
KABE太人（聲：千葉翔也（日本）；潘昀雋（香港）；鍾少庭／賴緯〈總集篇〉（台灣台語版），演：宮世琉彌）
本名為「河邊太人」（河辺 太人）。連續3年稱霸MC饒舌大賽「DRB」，擁有無人可敵之自由風格的綽號的年輕饒舌歌手。害怕辣的食物。但因為頂不住壓力，從MC對決時因為胃潰瘍而敗戰後，就因此離開饒舌界。但在BB夜店中聽到英子的歌聲還有與孔明的MC對決後而找回熱情（動畫版多了孔明邀請他的橋段），並決定以饒舌歌手的身分再起，成為英子等人的夥伴。在Summer Sonia中孔明獻計給太人前園桂司會必定找人來挖角太人來削弱英子演出，為穩固英子演出配合孔明計策假意被前園桂司離間和接受邀請加入團隊。成功讓桂司的惡行被媒體曝光後，被他派來的手下趕出去，與英子在的演出在Summer Sonia締造觀眾新紀錄。
其人物命名來源為日語「赤壁（せきかべ）」的「壁（かべ）」，與赤兔馬kungfu的「赤（せき）」所對應。
被孔明稱為 Baby Phoenix（鳳雛），東海林初後來以「龐統」評價他。假意被前園桂司挖角為「黃蓋」。
老闆小林（聲：福島潤（日本）；張振聲（香港）；陳余寬／王品超〈總集篇〉（台灣台語版），演：森山未來）
BB夜店的老闆，雖然個性強勢，卻是個重度的三國志宅（漫畫透露他是曹魏派），而且還喜歡圍棋。過去曾經和美國歌姬瑪麗亞·迪賽兒的姊姊有過戀情，後來因緣際會救了試圖尋短的英子，讓她在店裡協助店務兼任駐唱。
因為對於面試時能夠回答他相關艱難的質疑的孔明相當欣賞，於是聘請他擔任夜店的招待人員和調酒師。原先在英子逐漸崛起後，認為BB夜店的小型規格會侷限英子的發展，但由於孔明的計策，促成一行人如願成立唱片公司「FOURTH KINGDOM」，選擇持續協助英子等人。是激發英子獲得靈感創作新曲「Hot Chill Hot」的關鍵人物。賽馬篇中孤注一擲在孔明請求協助合作的賽馬騎士毒島及其搭擋賽馬「魏蜀吳騎士」，贏得高額獎金並將店面重新裝潢，但由於一時疏忽沒能及時補充店裡酒水釀成營業危機，幸得孔明等人的幫助成功解危。
電視劇版設定，曾在BB夜店打工並邂逅了瑪麗亞，與瑪麗亞組團擔任吉他手，卻因為急於加入Summer Sonia而打算行賄某位與Summer Sonia主辦方有關係的獨立音樂製作人。結果被對方捲款跑人，導致樂團不但不能參加Summer Sonia，團員也因為唾棄他而解散。之後因賄款事件欠下高利貸不得不成為討債集團手下的流氓，在一次鬥毆中被刺傷。原本生無可戀的他，彌留間聽見了瑪麗亞的歌聲而及發出求生欲，掙扎著來到了BB夜店。BB夜店的前任老闆收留他，並且在他養傷之時建議他看橫山光輝的三國志而成為三國迷。不久之後前老闆過世，而小林則接手了BB夜店。
DJ SATORI（演：結城駿）
BB夜店的DJ。與赤兔馬功夫是老朋友。
酒保（聲：宮下榮治（日本）；柯志健（香港）；江志倫／陳余寬〈總集篇〉（台灣台語版））
BB夜店的酒保。
英子的粉絲1號（聲：花江夏樹（日本）；徐嘉榮（香港）；江志倫（台灣台語版），演：石野理子）
孔明暗中聘請的其中一個工作人員。是一名戴著眼鏡並且很開心地收下英子的照片作為其報酬，然後以孔明左右手的身分負責影像編輯，擅長情蒐的網路高手。
電視劇版設定本名為「服部」，是個戴著眼鏡的女性。
東海林初
原「SSS MUSIC」製作事業部人員，促成知名樂隊「風紀股長」出道的關鍵人物。個性溫和，主張優先尊重藝人，讓藝人自由發揮，擅長挖掘藝人長才和安排適合藝人的團體。過去曾授權「風紀股長」自由發揮，造成「風紀股長」因為鍵盤手白馬良奈的影響，無法在期限內完成專輯製作和險些違約，令城之內決定將良奈逐出「風紀股長」。後來在代代木藝術節中見識孔明和英子的表現，成為三國迷，在城之內試圖邀請英子和「SSS MUSIC」簽約時和孔明晤談，為實現理想提出辭呈離開「SSS MUSIC」，偕同孔明提出唱片公司無邊界化的合作計畫。「4年前的獵戶座」活動落幕後，為了彌補當年對「風紀股長」團隊造成的損失，獲得城之內授權主導「風紀股長」和白馬良奈再次合作的企劃，正式成為「FOURTH KINGDOM」的人員。
櫻井詩乃
被聘為「FOURTH KINGDOM」行政人員的年輕女性，個性內向，其工作效率被東海林評為「S級別的能力」。曾經在法律事務所任職，擁有一定的法律知識。精於馬術。過去因為找不到自己熱衷的事物，偶然光顧歌舞伎町的俱樂部「ARABESQUE」成為男公關結城超主萌的主顧，連同其他女性顧客被超主萌誆騙錢財，經由孔明協助揭穿超主萌的行徑後，正式醒悟和感謝超主萌帶來的慰藉，受英子的歌聲感動重拾熱誠，更加積極協助「FOURTH KINGDOM」。
OSHIKARU／白馬良奈
「SSS MUSIC」所屬樂團「風紀股長」前鍵盤手，個性隨興且思維奇特，被城之內評為擁有優秀的作曲才能。高中時期和友井青是同學，因為排斥求學、與校園師生不合導致風評不佳，在「風紀股長」時期更因為讓團隊無法在期限內完成專輯製作和險些違約，被城之內逐出「風紀股長」，改用「OSHIKARU」的名義加入「KEY TIME」，以創作者身分在VOCALOID活躍。起先對於再度和東海林共事感到排斥，但經過孔明協助調解和東海林解釋當年的情況，正式原諒東海林加入「4年前的獵戶座」企劃。事成後加入「FOURTH KINGDOM」協助樂曲創作。
EAST-SOUTH
雙人音樂組合「EAST-SOUTH」成員。兩人過去在便利商店打工賺取收入，憑藉單曲「風中搖滾」走紅音樂界，是啟發久遠七海踏進音樂界的關鍵角色。東山和南房顧及各自家庭的狀況，選擇淡出音樂界，因為在音樂活動偶遇桂司，與之簽約作為後者的幕後樂曲寫手，仰賴桂司資助生活和音樂創作的資金，但隨著桂司逐趨利益導向，東山感慨感嘆桂司從好好先生變得利益至上，南房則對於桂司不願將兩人的名字放入創作和利益至上的態度心生不滿。
後來在「Summer Sonia」會晤孔明，和詮釋「風中搖滾」的AZALEA樂團、英子交流而留下深刻印象，查覺桂司惡意攻擊英子的手段，加著孔明的的計策與家人的支持，選擇支援英子兼偕同「AZALEA」登台演出，藉此反抗桂司。事後同意孔明提出為兩者代為支付一億日圓違約賠償金、支付薪水與讓兩者的名字放在樂曲上的交換條件，加入「FOURTH KINGDOM」成為英子等人的夥伴。
東山（演：石崎ひゅーい）
東山的雙親已故，有名擔任花式滑冰選手的妹妹美鈴。
南房（演：休日課長）
南房為已婚人士，與妻子育有一對雙胞胎女兒。

## 音樂藝術家
瑪麗亞·迪賽兒（演：AVU chan（女王蜂））
美國歌姬，孔明對她的評價為「散發太陽般耀眼光芒，讓觀眾如癡如醉的孤高歌手」、「值得學習的完美歌手，可以的話不想與之為敵」。過去曾經寄宿BB夜店老闆小林的家裡，姊姊與老闆小林曾有過情感關係。因為在BB夜店中以特別嘉賓身分演出時，其歌聲拯救了英子，讓她因此決定成為創作歌手。喜歡喝日本酒，僱有一名私人隨扈。
受近藤剛邀約出席大型音樂祭典「Summer Sonia」，在「Summer Sonia」前夜祭委託英子為她買日本酒，聽見英子唱起她的歌曲兼獲知前者歌手的身份，同意出席觀看英子的表演，陸續見識前田桂司假藉個人創作名義曝光、英子登台演出的場面，邀請英子觀看她的演出。因為聽見英子未來的志向是在世界規模最大的FES「VOICELL LAND」登台演出，邀請她前來美國。
MIA西表（聲：小林優（日本）；梁倩蘅（香港）；／馮嘉德〈總集篇〉（台灣台語版），演：菅原小春）
26歲，Instagram跟隨者超過10萬人的人氣女歌手，也是連孔明都認可的實力歌手。Z2O的活動中以主打歌手身分參加演出時，將前來收集情報的孔明以及跟來的英子看作是自己的墊腳石並且想要加以利用，於是將自己參與演出的週末活動L.R.N.的舞台排進同時間的節目表時段中。但因為孔明的策略而讓她反而變成英子出名的墊腳石，讓她因此痛恨英子。
L.R.N.活動後與主流唱片公司「V-EX」簽約，受邀參與京都山車人氣競賽期間，被孔明和英子評論實力大有進步，見識英子的表現後亦表示認可，指出團隊需要進行收益化與廣結能帶來資金人材的人脈，建議英子應該和主流唱片公司簽約兼另請新的經紀人取代孔明。
JET JACKET
在代代木藝術節中與英子在同一時間演出，在英子對面的攤位表演的獨立音樂3人組，是即將正式出道的潛力股。他們表演的途中，因為孔明施展計策假裝麥克風出問題而讓他們的聽眾因此被英子的表演帶走，雖然他們想要責問孔明的做法，但最後由于想在下次大賽與英子對決，以及孔明提供他們特制润喉藥的缘故，而在向孔明致謝後離開。
RYO（聲：赤羽根健治（日本）；陳成港（香港）；江志倫（台灣台語版），演：森崎溫）
吉他手兼主唱，身材纖細，身著黑衣且戴著圍巾，被孔明判斷是個神經質又會計畫的人物。因為有喉嚨問題，因此直到將嗓子熱開前，藝術節並不打算唱樂團的人氣歌曲「MID DAY」避免嗓子造成負擔，保留實力到明天重要演唱會。
MASA（聲：坂田將吾（日本）；張毓棬（台灣台語版），演：高尾悠希）
鼓手，留著奇特髮型及一雙三白眼而且個性急躁衝動的人，因為孔明提供他們润喉藥而對他產生好感。
TAKU（聲：金子誠（日本）；陳余寬（台灣台語版），演：松延知明）
鍵盤手，眼睛下垂并留着落腮鬍，是抢先饮用孔明提供的润喉藥的人。
赤兔馬功夫（聲：木村昴（日本）；周倚天（香港）；張毓棬／高銘孝〈總集篇〉（台灣台語版），演：ELLY）
出身街頭的年輕饒舌巨星，也是KABE太人憧憬的人物，總是穿著背後有「關聖帝君」圖樣的外套，除此之外對中國文學也有一定程度的瞭解，曾在KABE太人與孔明的MC對決中，向英子解釋孔明所詠漢詩的涵義。曾在MC對決中擁有不敗戰績，但后来败给KABE而对此事耿耿于怀，熱切希望能與他再次對戰。
其人物命名來源為日語「赤壁（せきかべ）」的「赤（せき）」，與KABE太人的「壁（かべ）」所對應，而赤兔馬是三國時期的寶馬，為呂布和關羽之坐騎。
AZALEA
年輕世代的人氣女性3人團體。是賭上可以在夏季大型活動・Summer Sonia演出的收集10萬個讚企畫的其中一名對手。隸屬知名事務所「KEY TIME」，也是孔明就收集10萬個讚的企畫的對手中最忌憚的一組。原先團隊顧及爭取知名度和收入的機會，遵從唐澤的指導方針穿戴面具和高曝露服飾，但在10萬個讚企劃過後，改用真面目和普通服裝示人，與BB夜店相關人員建立良好關係。
久遠七海（聲：山村響、Lezel〈歌唱〉（日本）；廖杏茵（香港）；（台灣台語版），演：八木莉可子）
AZALEA的主唱兼貝斯手，同時是樂團的團長。和吉他手一夏、鼓手雙葉是自高中時期相識的大學友人。高中時期因為聽見「EAST-SOUTH」的樂曲而立定音樂志向，大學時期三者出於對音樂的熱忱組成樂團，但由於商業行銷考量，聽從唐澤的方針，逐漸失去初衷。七海因為在街頭素顏演唱瑪麗亞・迪賽兒的歌曲「I'm still alive today」，偶遇同樣嘗試街頭演出的英子建立交情，及後在爭取達成Summer Sonia入選條件的十萬個讚期間，和團員聆聽KABE太人和英子的演唱，回憶起她們投入音樂界的初衷而感動落淚，選擇以自己的方式詮釋歌曲獲得歌迷熱烈迴響，還透過孔明協助取得10萬個讚，與英子等人成為朋友。事後重新接納唐澤作為她們的製作人，協助英子提供發展音樂事業的相關建議。在「Summer Sonia」因為孔明的居中牽線，如願與長年崇拜的偶像「EAST-SOUTH」相會，帶領AZALEA與「EAST-SOUTH」在舞台聯合演出兼支援英子。
一夏（聲：石上靜香（日本）；蘇潁淇（香港）；郭雅瑂／馮嘉德〈總集篇〉（台灣台語版），演：葵叶望）
AZALEA的吉他手，造型風格偏中性的女性，七海的大學朋友。在10萬個讚企劃落幕後，與英子等人成為朋友，要求唐澤不可再讓三者穿著高暴露的衣裝。
雙葉（聲：佳穗成美（日本）；袁天恩（香港）；葉又菁／郭雅瑂〈總集篇〉（台灣台語版），演：森雙葉）
AZALEA的鼓手，留著覆額瀏海短髮的女性，七海的大學朋友。在10萬個讚企劃落幕後，與英子等人成為朋友。認為唐澤給予三人極大的壓力，希望唐澤溫和一點。
ICE BORN
收集10萬個讚的企畫的其中一個對手團體。孔明曰是能夠將電子舞曲を具體化成日本流行音樂樂曲的人氣2人組。
Salesio帝國
收集10萬個讚的企畫的其中一個對手團體。孔明曰是一個固執的搖滾樂隊。
史帝夫·木戶（聲：遠藤大智（日本）；何偉誠（香港）；何吳雄／張毓棬〈總集篇〉（台灣台語版），演：長岡亮介）
有過在「Summer Sonia」演出經驗並且自稱為世界最強帥哥的DJ。日本人。在10萬個讚的企畫中負責替英子創作的新曲進行錄音工作。雖然個性輕浮但卻很有實力，本來拜託他的話必須要付出1000萬圓程度的報酬，但因為孔明與木戶賭上如果木戶本人輸的話就要免費幫忙，如果是孔明輸的話就要成為木戶的軍師而因此同意幫忙。要求英子唱瑪麗亞・迪賽兒的歌曲「I'm still alive today」來試著讓他能有幹勁工作。喜歡吃筍乾，還會在布丁加入許多筍乾一起吃下去。
若月三兄妹
世界級的爵士樂家族組合，由父親若月幸三擔綱作曲，若月三兄妹負責演奏。雖然三兄妹擁有作曲、DJ、演奏的多樣才藝，但容易因為意見不合產生衝突。後經由孔明與英子的協助促成三兄妹團結，與BB夜店相關人員（即後來的「FOURTH KINGDOM」）建立良好關係。
若月巧
若月三兄妹的長兄，個性細心且頭腦好，擅長融合樂器原音與電子音效，有時候會兼任大學音樂講師。精修樂器為爵士鼓和其他打擊樂器。相當疼愛小妹滿，但與大妹燈火不合，經過父親幸三宣佈三者進行現場演奏的競賽和孔明的居中策劃，促成三兄妹團結，事後依約協助英子譜寫新曲《Flower Crown》。在「Summer Sonia」出席支援英子的演出。
若月燈火
若月三兄妹的長姊，個性嚴厲，擅長與他人合奏，能瞬間察覺他人想做的事，再加以變化配合，但因為過於能幹而無法展現自我。精修樂器為鋼琴。起先和巧不合，對滿富獨創性的作風抱有忌妒心態，同時將孔明視為怪人，經過父親幸三宣佈三者進行現場演奏的競賽和孔明的居中策劃，促成三兄妹團結，事後依約協助英子譜寫新曲《Flower Crown》，與孔明、英子建立友好關係。在「Summer Sonia」出席支援英子的演出。
若月滿
若月三兄妹的小妹，個性活潑友善，略帶冒失，被父親幸三評為「富獨創性思維」，精修樂器為薩克斯風。不擅長合奏與掌握節奏，容易在表演期間脫稿演出，但擁有僅聽一次便能完全重現樂曲的絕對音感，擅長即興演奏。苦於兄姊之間的不合，希望三兄妹能夠正式合作登台。受孔明委託為英子譜寫新曲，但因為兄姊之間再次發生爭執，造成三者需要各自舉辦音樂會，遂請求孔明擔任她的現場伴奏DJ，孔明運用三兄妹與英子聯合舉辦音樂會的機會、暗中施策協助調節三者的關係後，滿讓兄姐回憶起母親在世時的往事，消弭三者的隔閡，和英子等人成為朋友。事後與兄姊合作譜寫英子的新曲《Flower Crown》。在「Summer Sonia」出席支援英子的演出。
若月幸三
若月三兄妹的父親，世界級作曲家，妻子於數年前病逝。因為無法忍受三兄妹長期不合，以勝者可獲得他的資產與人脈為條件，要求三兄妹公開進行音樂競賽，允諾英子確保三兄妹會依照約定協助作曲。經由孔明暗中協助調解三兄妹關係後，決定將所有的資源平均分配給三兄妹，被英子提點需要及時向三兄妹坦誠表達心意而忍不住落淚。
唐土大河
京都商店街山車表演對抗賽的鴨川商店街陣營參與者之一，留著捲髮的壯漢，和太鼓鼓手。拿手表演技巧是「無限太鼓·鴨川大瀑布」，被孔明評為「用靈魂碰撞激盪、氣魄逼人的精湛演出」，但缺點是會過度消耗體力。過去曾經在商店街山車表演對抗賽創下獨自挫敗五台山車的記錄，後來在京都商店街山車表演對抗賽表演「無限太鼓·鴨川大瀑布」，挫敗孔明的山車，迫使孔明命令山車改道。
愛、海
京都商店街山車表演對抗賽的鴨川商店街陣營參與者之一，兼任嘻哈音樂組合「2 SISTERS」演唱與模特兒的女性雙人組。在商店街山車表演對抗賽試圖以嘻哈技巧擊敗KABE太人，結果反被後者運用融入京都事物和群眾氛圍的表演挫敗。
文殊光秀
京都商店街山車表演對抗賽的鴨川商店街陣營參與者之一，日本傳統藝能團體「千人囃子」領導者，擅長融合神樂與囃子的表演技巧。被商店街居民評論是個擁有太多意見的人。在商店街山車表演對抗賽受門葉指示，讓參與表演的舉旗團隊包圍英子的山車，阻擋她的去路，但由於孔明透過智慧手機通話勉勵英子，讓英子鼓起勇氣在「千人囃子」團隊面前放聲歌唱，導致團隊成員紛紛被英子的歌聲感動，道出對門葉的不滿，該回合對決則以裁判宣布無效告終。
丘皐月
隸屬於「V-EX」，曾參加紅白歌唱大賽的女性歌手，擅長演歌、靈魂樂、流行音樂，被浩瀨推舉參與「4年前的獵戶座」企劃。
PROMINENCE
隸屬於「SSS MUSIC」，曾製作超過一億點閱率的專業影像製作團隊，被城之內輝光推舉參與「4年前的獵戶座」企劃。
Hajimari
原屬「SSS MUSIC」的DJ，因為不滿「SSS MUSIC」過多規矩限制，獲得東海林初引薦跳槽至「V-EX」，對東海林初抱持感謝態度。
薰
「SSS MUSIC」所屬樂團「風紀股長」主唱，雖然看不慣白馬良奈的任性作風，仍對她被逐出樂團感到介意。後因為孔明策劃大型合作企劃「4年前的獵戶座」，與東海林相談後提供良奈的住址，向城之內表明再度和良奈合作的意願，同意讓東海林經手「風紀股長」和良奈的合作企劃。
紅谷優介
「SSS MUSIC」所屬樂團「風紀股長」吉他手，對於白馬良奈被逐出樂團感到慶幸。
友井青
「SSS MUSIC」所屬樂團「風紀股長」鼓手，白馬良奈的高中同學，是少數知曉良奈過去的人物，對於良奈努力做出的改變相當感動，建議孔明和東海林初向薰取得良奈的連絡方式。
前園桂司（演：關口Mandy）
資助大型夏日祭典「Summer Sonia」的大型企業「電報社」社長的少東。自視甚高，擅長情報操作和謀略戰，尤其會利用持有的雄厚資金進行挖角，削弱競爭對手的實力，藉此提升自己的名聲。與東山、南房組成三人音樂組合，對外宣傳獨自包辦編舞和詞曲創作，實則仰賴兩者創作曲目。
原本意圖拉攏瑪麗亞·迪賽兒出席觀看他的演出，但故意在「Summer Sonia」前夜祭在麥克風動手腳，搶走英子的演出機會，還試圖向近藤剛、英子等人施壓，被孔明致信回覆已同意近藤剛請求的許可，藉由網路留言攻擊英子，並試圖透過金錢誘惑收買KABE太人，使其參與「Summer Sonia」之他的演出藉此削弱英子，但是中了孔明的計策，讓他的惡行被媒體曝光，轉而要求手下消除惡行的醜聞，並且派人把KABE太人趕出去。惡行曝光後被網民大加撻伐，與他合作的贊助商紛紛宣佈取消合約，連其父親也拒絕對其施以援手，有意提前結束表演、向「FOURTH KINGDOM」提告兼處理東山與南房的違約事件，經由近藤剛出面提醒尚有支持他的樂迷，轉而留在會場完成演出。
「Summer Sonia」落幕後，在記者會對於造假和攸關請寫手作曲的提問不以為然，被英子批評為「將錯就錯之神」。
電視劇版設定，名字漢字為前園啟二。曾是East-South的粉絲，並且在出名前模仿他們的風格創作，自我推薦給小林。卻遭小林批評是模仿皇帝的袁術，要他走出自己的風格。自此對小林懷恨在心，所以要利用Summer Sonia摧毀小林一手創造的新星。
戴納（演：渡邊大知）
饒舌界的歌手，與KABE太人熟識，跟隨前園桂司。在「Summer Sonia」試圖說服KABE太人加入前園桂司的演出團隊。
EXCEL·TWINS
隸屬「KEY TIME」事務所，以「同步」為概念發展的女性雙人組搭擋，兩者名字分別是金系入綾和黑崎靜流。前者自稱喜歡妖怪，後者自稱喜歡人類，兩者經常一搭一唱。老闆小林對兩者評價為「不是一般的雙人組合，絕佳的和音，連舞蹈動作都完美和拍」。唐澤以提供她們登上「ZECT東京」舞台表演的條件，同意協助英子舉辦個人演唱會。在英子首場個人演唱會擔任暖場表演，事後欽佩於英子的實力並認為從中學習許多事物。
漫畫第116話兩者牽手站在門扉前的分鏡致敬史丹利·庫柏力克執導的電影《閃靈（另譯鬼店）》。
拉比拉霸
買酒事件登場的女開心偶像，體態豐腴，身兼偶像、服裝與周邊商品製作，被譽為新世代全方位偶像，秉持不給粉絲福利的原則。由於將在BB夜店演出，在孔明等人為了搶購酒飲在超市特賣活動期間現身宣傳，促成孔明等人成功搶購超市酒飲。
健康Shock Tac
隸屬隸屬於「V-EX」，一男一女的雙人音樂組合，主要在影音網站平台活動，由於演唱知名動畫主題曲竄紅。在商業搭配篇為英子的競爭對手，參與動畫電影「春之歌聲」主題曲演唱徵選。徵選事件落敗於英子後，仍對其編曲感到欽佩，還積極邀請英子日後合作。
艾妮塔·愛爾紗
隸屬於「SSS MUSIC」的女歌手，從街頭竄紅，被年輕族群視為精神領袖，特色為帶勁的高亢歌聲與富有攻擊性的歌詞。說話語氣毒舌尖利。在商業搭配篇為英子的競爭對手，參與動畫電影「春之歌聲」主題曲演唱徵選，嘲諷「健康Shock Tac」不耐等待與裝大牌的行為。徵選事件落敗於英子後，仍對其編曲感到欽佩。
青陸春樹
商業搭配篇登場的作曲家，幼稚園時期就讀西城花丸幼稚園，女兒是就讀同所幼稚園的園童青陸響。受邀參與動畫電影「春之歌聲」主題曲「DEAR」創作，其曲風被英子評為「纖細帶點溫柔的旋律」。另一方面對西城花丸幼稚園面臨炒地皮業者、有倒閉廢校之虞感到擔憂，積極協助保住母校。
在動畫電影「春之歌聲」主題曲演唱徵選期間擔任面試者，曾提醒英子有關淺雲導演不喜歡演唱者特意表現全力以赴的細節，英子在試聽「DEAR」旋律後，對孔明提出配合劇本將「DEAR」重新編曲、想和青陸詳談的想法，也讓孔明決定動身西城花丸幼稚園協助制裁炒地皮業者。徵選事件中以英子積極理解作品內涵、主動和電影製作方交流溝通、用獨特創作改編方式呈現主題曲精髓為由，說服製作人和和導演採用英子擔任主題曲演唱。

## 業界人士
近藤剛（聲：大塚芳忠（日本）；李建良（香港）；何吳雄／張毓棬〈總集篇〉（台灣台語版），演：嶋田久作）
負責過以代代木音樂節為首的國內外許多大型音樂活動大製作人。看中第一次參與代代木祭典卻不熱門的英子，向他分別提出在福岡舉辦的代代木音樂節（觀眾1萬人程度）負責人名片，以及日本最大規模的夏日大型祭典「Summer Sonia」（有30萬觀眾參加的規模）的窗口負責人的名片作為邀請函，並且要英子自己選擇。
因為看不慣前園桂司的手法和不希望「Summer Sonia」淪為虛偽的音樂祭，暗地向孔明和英子等人請求贏過前園桂司。
近藤的秘書（聲：佐藤利奈（日本）；葉又菁（台灣台語版），演：山田葵）
是一名綁著髮髻並戴著眼鏡而且體型高挑的女性。在英子決定要選擇哪一張名片之前，都是由他代為轉達近藤的意思。
唐澤壽彥（聲：真殿光昭（日本）；鄭偉豪（香港）；張毓棬／陳余寬〈總集篇〉（台灣台語版），演：和田聰宏）
知名音樂事務所・KEY TIME的製作人，腳似乎不良於行而會拄著一根拐杖。過去是視覺系樂團成員，年輕時期曾在不仰賴大型公司的狀態，和當時的音樂夥伴在音樂界闖蕩，但由於遭受其中一名夥伴的背叛，轉變成重視音樂行銷的作風。為了不讓七海等人重蹈覆轍，不惜重本行銷AZALEA，還向她們提供自己製作的歌曲以及暴露度高的服裝，直至十萬個讚企劃活動中見識KABE太人和英子的演出、七海三人組採用她們的方式詮釋樂曲獲得歌迷支持、孔明用計返還十萬個按讚數後，被孔明指出他希望扶持AZALEA的想法，體認七海等人的真實才華，最終重獲七海等人的接納繼續擔任製作人，也讓AZALEA開始用自然樣貌和正常服裝登台演出。
孔明策辦「4年前的獵戶座」企劃期間，因為七海等人替孔明美言，同意帶領晤孔明和東海林初會晤鈴木·艾薇兒洽談合作企畫。孔明與唐澤洽談協辦讓英子在「ZECT東京」登台的主題演唱會，唐澤以讓旗下雙人組合EXCEL·-TWINS登台演出為條件，代表公司方同意合作，給予英子啟示。原以「DREAMER」作為主題，但是英子受失意保險業務鈴木愛衣的啟發，遂同意將演唱會主題更換成「Follow your heart」，在演唱會當天為藉機宣傳旗下團體EXCEL·TWINS，刻意在限時免費播放的演唱會轉播網路影片動手腳，但在演唱會過後被孔明指出他為行銷旗下團體才用此策略。
由於數度被孔明的影響落入其謀略中，平常對孔明沒有什麼好話，另一方面對英子給予高度評價，曾感嘆英子沒能成為KEY TIME的旗下歌手。
鈴木·艾薇兒
知名音樂事務所・KEY TIME製作部門領導，唐澤壽彥的上司，全權掌握KEY TIME音樂事業部。據城之內形容是個擅長用手段動搖他人的對象。因為孔明的策略察覺其中商機，同意參與「4年前的獵戶座」企劃，起先得知孔明使計誘導參與計畫時雖感到不悅，但由於見證現場合作的成果決定暫不起訴孔明，加上贊助廠商向孔明遞出合作邀約，從原本對於和「FOURTH KINGDOM」繼續合作的保留態度，轉變為同意建立合作關係。
城之內輝光
知名音樂事務所「SSS MUSIC」製作人，東海林初的時任上司，工作態度嚴謹，討厭不誠實的手段。過去看不下樂隊「風紀委員」鍵盤手白馬良奈延誤團隊製作專輯的進度，將良奈逐出「風紀委員」。透過網路視頻觀看英子在京都的演出，試圖邀請英子和「SSS MUSIC」簽約被拒絕，在東海林光提出辭呈協助孔明策辦「4年前的獵戶座」企劃後，跟著參與「4年前的獵戶座」。原先因為孔明使計誘導他們參與企劃，拒絕再和「FOURTH KINGDOM」有所往來，但禁不住贊助廠商向孔明遞出合作邀約、「KEY TIME」和「V-EX」跟著爭取贊助商合作權的施壓，最終同意建立合作關係，授權讓東海林初促成「風紀委員」和白馬良奈再度合作。
伊達
城之內輝光的代言人，初登場時被英子誤認成可疑人物，瞧不起東海林初。
浩瀨
知名音樂事務所「V-EX」統括製作人，為人自由奔放。因為孔明的策略同意參與「4年前的獵戶座」企劃，起先得知孔明使計誘導參與計畫時雖感到不悅，但由於見證現場合作的成果，察覺其中的可能性，率先同意和「FOURTH KINGDOM」繼續維持合作關係。
櫻庭龍二
賽馬事件的關鍵角色之一，「魏蜀吳騎士」的主人，賽馬界業者兼表演場地「ZECT東京」的擁有者，為愛馬「魏蜀吳騎士」未能取得勝績感到煩惱。本作中孔明為取得「ZECT東京」使用權，賭馬時投注在「魏蜀吳騎士」而輸錢損失100萬日幣，但是孔明看出「魏蜀吳騎士」的潛力，堅持爭取「ZECT東京」使用權的候補名額與櫻庭談判，櫻庭提出若孔明能讓「魏蜀吳騎士」在次回比賽取勝、便將「ZECT東京」使用權候補名額讓給孔明的條件，讓孔明決定幫助「魏蜀吳騎士」取勝而找上毒島合作。起先對於孔明指名毒島擔任愛馬的騎士持強烈反對態度，但經由孔明和大山田解說後，授權孔明並同意該項決策。毒島和「魏蜀吳騎士」贏得南杯賽冠軍後，屢行約定將「ZECT東京」場地使用權的候補名額讓給孔明等人。同時得知策展人小飯暗地將情報透漏給競爭對手大迫然後進行阻擾，孔明反過來勸說讓櫻庭僅口頭警告小飯不再追究。
小飯（飯原剛史）
音樂策展人，人脈廣闊且擅長利用人心，主張「需要先掌握人情，才能以道德說服對方」。賽馬篇原本打算「ZECT東京」候補使用名額計劃來大賺一筆，但是孔明的介入而對櫻庭打算將名額讓給孔明感到不滿，決定擾亂孔明等人不讓毒島和「魏蜀吳騎士」在賽馬取勝將名額搶回。於是表面協助櫻庭打理事務，背地安排市川接洽大迫，讓市川獲得「的盧日升」騎乘權，和大迫先生串通提供情報，但被孔明發現其間諜身份反過來利用，向大迫提供錯誤情報，導致市川和「的盧日升」敗北。孔明向櫻庭解析利用間諜（小飯）散發假消息的戰術，以「獅子身上的蝨子善加利用也能成為益蟲」說服櫻庭，櫻庭雖然猜出小飯是間諜後因受到小飯多次幫助而僅口頭警告小飯不再追究處分，隨後小飯被孔明邀請合作協助一行人拓展音樂事業版圖，為確保英子的演唱會順利進行而主動替「FOURTH KINGDOM」爭取贊助商，合作期間多次分析出「FOURTH KINGDOM」執行企劃和行銷需要改正的點。
「ZECT東京」演唱會後，被英子邀請日後再度合作，小飯提出必須提供他相當回扣的條件才願意繼續協助一行人。

## 親友關係者
黃木承彥
英子的父親，自由音樂家，啟蒙英子接觸音樂的關鍵人物。雖重視家庭，仍渴望發展音樂事業。多年前幫助梅與翔子所屬的木屋町商店街取得山車人氣競賽的優勝，後為了把握在美國發展音樂夢想的機會，在想不到家庭與夢想兩全方法的情況下，選擇與妻子離婚，離開妻女前往美國從事音樂工作，間接讓妻子與女兒產生隔閡。
其命名源自三國時代黃月英之父黃承彥。
月見翔子（演：安藤裕子）
英子的母親，補習班教師。為人強勢，思考行事講求事情根據，重視在地事物，實則不擅表達內心的情感。知曉三國時代歷史，認為孔明僅是名義上的崇拜仿效孔明而非本尊。因為丈夫為追求音樂夢想離開母女倆，不但變得討厭音樂，還反對英子往音樂界發展，要求她放棄夢想選擇考取執照從事正當職業。原有意將英子帶回老家讓她轉行從事其他行業，因為孔明交涉期間提出「若是英子的新曲《Flower Crown》能感動更多聽眾，就要支持她成為歌手」的賭局與英子決意證明自己，遂附加「一個月內完成新曲」的條件，同意見證英子的表現。在商店街對抗表演賽中擔任執行委員，由於英子在山車人氣競賽演唱新曲《Flower Crown》，讓她憶起丈夫離家追逐夢想的往事，雖保持英子需要從事穩定職業的想法，但不再阻止她往音樂界發展，提點英子「實現夢想不等同獲得一切，未來仍有需要面臨抉擇的時刻」。
月見梅
英子的外祖母，「月之見寺」的住持。個性和藹睿智，相當疼愛和支持英子，被木屋町商店街的居民視為重要人物。在孔明跟著英子返回京都期間，請求英子等人代表木屋町商店街，參與商店街對抗表演賽，帶領英子理解父母的過往事蹟，但在競賽期間不慎撞及頭部住院休養。事成後感謝孔明、英子、KABE太人的協助，還贈送三溫暖體驗券招待孔明和KABE太人。
「膽小鬼☆集電弓」
京都木屋町商店街的年長居民三人組，自稱2.5次元樂團，向梅請纓參與商店街對抗表演賽被否決。後來孔明授權他們利用英子離開木屋町商店街舞台的空檔時間登台演出，順勢錄製兼將他們演出的影片上傳網路平台，獲得海外地區廣泛迴響，成為木屋町商店街逆轉局勢的其中一個關鍵。
江東香澄
英子在京都家鄉的青梅竹馬，鴨川商店街「虎門關」店主江東文台夫妻的女兒，熱衷三國史實。父親是孫堅派，母親則是崇拜周瑜。透過母親支持，花費一年的時間苦讀重考，如願錄取大學的藥學系。在商店街的山車人氣競賽與父親加入鴨川商店街的團隊，實則支持英子。角色原型源自三國時代江東勢力的人物孫尚香。
江東文台
鴨川商店街「虎門關」店主，江東香澄的父親。與妻子和女兒同為三國迷，為人慷慨，對待英子友善。最初反對香澄重考大學科系，但因為妻子的建言轉而支持她。雖然在商店街的山車人氣競賽加入鴨川商店街的團隊，但在私底下發現英子的困境時，仍和家人暗地為英子打氣。角色原型源自三國時代江東勢力的人物孫堅(字「文台」)。
江東夫人
文台的妻子，香澄的母親。為人親切，對待英子友善，與家人感情良好，但若是丈夫做出過分干涉香澄的舉動就會教訓他。是支持香澄重考大學科系的關鍵角色。雖然在商店街的山車人氣競賽加入鴨川商店街的團隊，但在私底下發現英子的困境時，仍和家人暗地為英子打氣。角色原型源自三國時代江東勢力的人物吳國太。
佐佐木（聲：野津山幸宏（日本）；DS（香港）；江志倫／張毓棬〈總集篇〉（台灣台語版），演：村田凪）
KABE太人學生時代的同學。是個胖子，並且被KABE以為他和自己一樣都是班上的邊緣人。但實際上他喜歡饒舌樂，所以經常在高架橋下與同伴們進行即興饒舌，還將赤兔馬功夫的CD交給KABE聽，是讓KABE因此踏入饒舌樂界的朋友。

## 其他角色
大泉喬花（演：Nao）
在第1集以及第2集書末的短篇漫畫「拜訪諸葛孔明的房間」登場。是為了要幫沒有住處而只能棲身在夜店BB的孔明找房子，於是由英子帶著孔明來到不動產仲介商GOGOHome的員工。雖然介紹各種房子，卻都被孔明以各種理由拒絕。雖然一直保持笑顏常開，但在第2話中，因為被孔明無理的租屋條件激怒，於是當日晚上，在電玩中3次消滅蜀國。
其人物命名源自三國時代的人物大喬。
小笠原蕎子
大泉喬花的室友，在旅行社工作。因為喬花無意間說溜嘴，讓孔明可以用便宜的價格住到高級旅館的豪華套房。私下有參與漫畫同人活動、並因此遇到孔明，出於對他的憤怒，所以開始創作稱作《打倒孔明》的同人漫畫。
其人物命名源自三國時代的人物小喬。
門叶鞍馬
京都鴨川商店街代表，當地吳服店店主的孫子，因為家業的影響，能夠精準判斷衣料質量，同時精於謀略。20年前父親因為希望擴張事業，與著重在地發展的祖父產生意見分歧，在商店街對抗表演賽敗陣後便離開京都。起先看不起英子，察覺孔明是對抗賽裡最需要留意的人物，為了爭取祖父的認可，親自擔任鴨川商店街參賽隊伍的統籌人，邀請歌手和傳統藝人加入鴨川商店街參賽隊伍，趁著英子與孔明參觀籌備過程期間，說明商店街對抗表演賽的規則。在商店街對抗表演賽用計擾亂木屋町商店街的陣營，仍因為孔明的策略和英子的號召力而落敗。事後與孔明化敵為友，體認自己的心態問題，被孔明讚賞其謀略能力，為從頭開始做自己想做的事選擇離開京都。
熊崎
京都「閃亮亮電視台」播報員，在商店街對抗表演賽負責進行實況轉播解說。當英子在商店街對抗表演賽為了與MIA·西表對決、演唱《Flower Crown》時，左右評論該首歌曲「雖然簡單，但卻能配合歌聲，向聽眾訴諸情感」。
左右坂釼治
京都的小說家，在商店街對抗表演賽負責進行實況轉播解說。當英子在商店街對抗表演賽為了與MIA·西表對決、演唱《Flower Crown》時，左右評論該首歌曲「雖然簡單，但卻能配合歌聲，向聽眾訴諸情感」。
結城超主萌
歌舞伎町的男公關俱樂部「ARABESQUE」的第二號公關，經常以希望籌措開咖啡廳的資金為由，誘騙包含詩乃在內的女性顧客為他賺取業績。後由於被孔明接連揭發詐欺顧客、在拼酒遊戲「阿拉伯一二三」作弊的行徑，與孔明進行「阿拉伯一二三」競賽時不勝酒力倒地，被理解真相的詩乃致謝和讚譽後，正式向她下跪致歉。事後透過自身努力成為「ARABESQUE」的頭號公關。
能登治一郎
英子住院期間偶遇的年長病患，個性固執，喜歡炸雞，認為歌手是不務正業的族群，主張「作生意要看到客人高興的表情」。原本是知名和菓子店「五瑞」的店主，但隨著妻子於半年前逝世，失去營業的熱忱選擇收起店鋪。後由於見識英子演唱新曲的表現，理解妻子生前是因為他才露出幸福的笑容，最終重拾製作和菓子的熱忱兼招待英子，決定在出院後重新經營和菓子店。
東峰零子&山口誠子
英子住院期間同病房的女性病患，在孔明探望英子的期間，飲用孔明特製的補藥令身體好轉，向英子透露治一郎因為喪偶關店的往事。
鈴木愛衣
英子偶遇的保險公司女業務，個性內向悲觀，秉持保險規畫應該著重顧客需求的觀念。學生時期便喜歡喝拿鐵咖啡，成為咖啡廳的常客，和時任男朋友分手陷入低潮時，由於咖啡廳店主端來招待和勉勵她打起精神的拿鐵咖啡，產生了開設能讓顧客當成避風港的咖啡廳的夢想。為了累積創業實現夢想的基金，獨自前往東京任職保險公司業務打拼，但由於工作業績不盡人意、財務窘迫、經常需要應對上司職權騷擾、看見自己與同期業務石崎茜的差異而灰心喪志，從而失去夢想。
在準備躍下鐵軌尋短時被剛好路過的英子所救，贈與英子迷你隨身風扇後，向她吐露無法實現夢想的絕望心情，讓英子主動邀請她出席個人演唱會兼獲得靈感譜寫出新曲「Follow your heart」。演唱會當天與石崎茜出席參觀表演，受英子的歌曲「Follow your heart」和傳達的訊息感動回憶起夢想初衷，事後重拾夢想為開設咖啡廳努力學習籌備，讓石崎茜加入咖啡廳事業，最終兩者如願創辦「月英咖啡館」且在日本全國各地展店，成為日本咖啡廳業界的人氣店家，孔明也成為該間咖啡廳的常客。
石崎茜
與愛衣同期的保險公司女業務，擁有姣好的長相與身材，還有擅於交際與親和度高的特質，由於出眾的外型和社交能力，業績表現在單位名列前茅，同時累積不少人脈。曾經表示自己剛入公司實很羨慕為夢想努力的愛衣。在「Follow your heart」演唱會陪同鈴木愛衣出席，對英子等人的表現留下深刻印象，聽聞英子的歌曲「Follow your heart」和傳達的訊息感動落淚。事後辭去保險業務一職，加入鈴木愛衣的咖啡廳事業擔任業務，最終兩者如願創辦「月英咖啡館」且在日本全國各地展店，成為日本咖啡廳業界的人氣店家，孔明也成為該間咖啡廳的常客。
毒島Jockey
賽馬事件的關鍵角色之一，賽馬界騎士，年過40歲，深信騎士與馬默契絕佳時合為一體，秉持不輕易向賽馬落鞭的原則。過去與名馬「米奈多庫塔雷」搭擋時，為激發其潛力開始不斷下鞭，但在2003年的比賽中誤判其極限持續落鞭，結果「米奈多庫塔雷」抵達終點線後摔倒暴斃，自己的右膝也留下舊傷。毒島為自己造成「米奈多庫塔雷」殞命自責，擔心舊事重演不再對賽馬落鞭，未再取得勝績被稱作「不幸的毒島」，自暴自棄之餘動念淡出賽馬界。
時隔多年，孔明看出毒島俱備實力，請求毒島合作協助馴服名為「魏蜀吳騎士」的賽馬兼擔任騎士，起先因為「魏蜀吳騎士」生性敏感和對賽馬落鞭的想法觀念導致雙方有摩擦，但經由孔明啟示決定遵從內心，透過孔明協助成功和「魏蜀吳騎士」建立默契，同時重獲投身賽馬的熱誠，賽前聆聽英子的歌曲「Follow your heart」篤定決心。最終在南杯賽接近終點前正式向「魏蜀吳騎士」落鞭，打破多年未再得勝的紀錄，在南杯賽奪冠重取勝績。抵達終點休息期間看見「米奈多庫塔雷」的幻影，正式向牠道別，從過去的創傷陰影中釋懷。
「魏蜀吳騎士」
賽馬事件登場，由櫻庭多次前往美國安排優秀種馬配種所生，生性敏感神經質的賽馬，雖然擁有不俗的實力，但由於時運不濟始終未能取得勝積，討厭渾身酒味的人和欠佳的場地。平常不易親人，但是孔明剛會面便輕易使其穩定下來（孔明稱「相較於戰馬還要容易得多」）。在賽馬篇由孔明和毒島負責馴服，孔明發現其排斥不良場地的特性而轉移訓練地點兼調整體重，同時為誤導小飯的眼線，安排「魏蜀吳騎士」的兄弟馬出現在關西的訓練場。擔任毒島的坐騎出賽南杯賽，最終打破多年未得勝的紀錄奪冠，成為該屆賽事黑馬。
「米奈多庫塔雷」
賽馬事件回憶片段登場，毒島的前任搭擋名馬，據毒島形容是強大和性情溫柔的馬匹。在2003年的比賽抵達終點線後摔倒暴斃。在南杯賽事落幕後，其幻影現身在毒島面前，被毒島視為現身告別。
大山田
賽馬事件登場，「魏蜀吳騎士」所屬馬圈管理者，向孔明說明賽馬界的運作和「魏蜀吳騎士」的相關事項，見證毒島和「魏蜀吳騎士」建立信任的過程，說服櫻庭同意讓毒島與「魏蜀吳騎士」共同合作出賽。
市川
賽馬事件登場，賽馬界騎士，19歲便拿下G1比賽首場勝利、同年獲得100場勝積，被譽為賽馬界的天才騎手。喜好正面對決，擅長掌握場面情況和精算比賽局勢，連孔明也對其善於運用心理優勢給予高度評價，是賽馬篇的其中一個關鍵角色。經由小飯牽線，在南杯賽擔任「的盧日升」的騎士，刻意保持在馬群後方給對手們施加壓力，趁對手體力疲乏與步伐紊亂的空檔超前，由於大迫賽前透過小飯提供的情報造成誤判，在最終關頭被毒島和「魏蜀吳騎士」超越，成為該屆南杯賽亞軍。事後對毒島表現敬意並表示次回比賽要贏過對方。
「的盧日升」
賽馬事件登場，賭馬界的名馬，南杯賽擔任市川的坐騎。
大迫
賽馬事件登場，賽馬界業者，賽馬「的盧日升」的主人，典型虛榮愛面子的獨裁者人格，與櫻庭雖為工作夥伴，實則將櫻庭當成競爭對手。派遣小飯蒐集對手情報。南杯賽前指示讓其他馬匹圍困毒島與「魏蜀吳騎士」，卻未料到孔明在已經在賽前持續提供假情報誘導小飯，錯判局勢導致市川和「的盧日升」敗北。
「大學娃娃」、「第七集合住宅會」、「日本立飲黨」
買酒事件登場的三個團體，「大學娃娃」是青川大學的偶像社團、「第七集合住宅會」是以第七集合住宅的主婦群團體、「日本立飲黨」則是附近聚集的愛酒者團體，三者經常在附近購買酒飲。本作中小林老闆經過賽馬事件，利用睹馬獲勝的獎金將店面重新裝潢，但由於疏忽沒能及時補充店裡酒飲導致活動與店面營運有開天窗的危險，促使孔明策畫減少三者勢力影響且能成功買酒的計劃。事件落幕後，孔明將東京地區的折扣地圖分享給「第七集合住宅會」，「大學娃娃」和「日本立飲黨」則成為BB夜店拉比拉霸與英子表演會的觀眾，成功解決BB夜店的營業危機。
淺雲稔
商業搭配篇的關鍵角色，國際知名的導演。思維奇特，在電影界被譽為天才，知名作有「小鳥的未婚夫」等，但在物色電影主題曲演唱者時不會採用人氣歌手，連面對透過關係說服者也不為所動。個性敏感神經質，壓力甚大時會作出逃避行動，一但進入認真狀態便會執著細節，由於經常需要修改劇本，製作電影時常讓合作團隊工作人員為可能影響進度捏把冷汗。已知家人有父親透、母親道子、妹妹雫，早年父親為追逐幫助落後地區人民的夢想離開日本遠赴迦納，現時和母親同住。
本作中為了物色執導動畫電影「晴的歌聲」主題曲演唱者，擔任甄試評審，成為孔明幫助英子爭取商業搭配的開端，在最終甄試同意讓英子擔綱主題曲演唱，但是本人因為面臨父親透當年拋棄家庭追逐夢想遠離家鄉、準備舉辦婚禮的妹妹希望邀請父親出席的心結影響，導致創作劇本遭遇瓶頸令製作團隊進度被迫延誤。雖然經過孔明和英子居中幫助得以讓父親歸國出席妹妹的婚禮，也體認自己與父親同樣有著無法作自己熱衷的事情便會難以喘息的特質將劇本重新修編，仍在預告片釋出沒多久認為影片畫面與主題曲風格不搭準備重製預告片，讓英子主動請纓用直接彈奏歌唱的即興演唱方式作為預告片搭配曲目，拜製作團隊的合作與英子的協助所賜正式完成「晴的歌聲」，採用英子的創作曲《羈絆》作為主題曲，電影亦在上映後票房和口碑雙收。
芋川
商業搭配篇登場，知名動畫製作公司「ORION FILM」的製作人，為了物色公司製作的動畫電影「晴的歌聲」主題曲演唱者，積極尋找適合擔任主題曲演唱的歌手，擔任甄試評審。在孔明等人解決買酒事件、成功舉辦拉比拉霸與英子表演會期間出席觀賞。對淺雲稔再三延宕創作劇本的進度頗為頭痛，但在英子參與主題曲製作過程中逐漸認可她的潛力與洞察淺雲稔對電影情感科刻畫的要求，在「晴的歌聲」最終預告片正式定案後，直言該電影將會是打動人心的傑作。
石渡惠理子
商業搭配篇登場，西城花丸幼稚園的老師，為了維持幼稚園運作時常過度加班，連假日也會出席工作。本作中因為孔明應試擔任幼稚園的助理教保員，提醒他幼稚園正處於非常時期，對孔明頻頻教導園童戰術和三國事物的舉動感到頭痛，但因為園童拉著她在成果發表會聆聽孔明彈琴，對其琴藝留下深刻印象。
西城園長
商業搭配篇登場，西城花丸幼稚園現任園長。知曉三國知識的年長婦人，喜歡魏國的荀彧。40年前其父母創辦西城花丸幼稚園，在父母過世後接手幼稚園長達20年。由於炒地皮業者堺看準幼稚園的所在地，屢次嚴重騷擾造成幼稚園師生不安乃至於園童轉園、教師離職，相當擔憂幼稚園的營運。同意讓孔明擔任助理教保員，起先因為三國立場緣故對孔明觀感複雜，但隨著與孔明交流開始欣賞其人格特質，委託孔明幫助保住幼稚園。
堺
黑道炒地皮業者，以遊走法律邊緣的灰色行動，對鎖定的土地所有者進行干擾，藉此掠奪土地。兒時家庭幸福，父親是工廠經營者，因為炒地皮業者奪走土地和工廠導致父親一蹶不振酗酒成癮，連母親也離家出走，立志成為掠奪者以求不被掠奪。本篇中因為數度嚴重騷擾西城花丸幼稚園，造成幼稚園師生和園童監護人不安，被孔明鎖定為制裁對象，在孔明和幼稚園相關人士的作戰計劃下，令其手下被警察逮捕，孔明曉以大義告誡警察將至與人生是成為施予者後才能獲得滿足，期許其擺脫過去陰霾，堺臨走前委託孔明向園長表達歉意。事後孔明感慨「過而不改，是為過矣」，同時受公寓開發案終止的影響，作為TDJ銀行主管階層、意圖從中牟利的肥田被檢舉收賄一事，TDJ銀行社長五井將肥田貶為一般社員調派至馬尼拉分部任職。

## 三國角色
劉備玄徳（聲：浪川大輔（日本）；王仨仁（香港）；江志倫／王希華〈總集篇〉（台灣台語版），演：藤岡靛）
孔明轉世前侍奉的君王，對孔明無條件信任，在孔明的回憶中登場。
關羽雲長（演：本間朋晃）
蜀國名將，在孔明的回憶中登場。同時是漫畫單行本第5、7～9冊附錄小說《關羽＠50000km》的主角，補述關羽過世後與孔明同樣轉生至日本，從日本搬遷至復活節島，在南美洲各地展開旅行的經歷。
張飛益德（演：真壁刀義）
蜀國名將，在孔明的回憶中登場。
陸遜伯言（聲：金子隼人（日本）；陳駿（香港）；江志倫／高銘孝〈總集篇〉（台灣台語版），演：市瀨秀和）
第3話說明石兵八陣登場。